# Славинськ (Калінінградська область)
Славинськ (рос. Славинск) — селище Гвардійського міського округу, Калінінградської області Росії. Входить до складу Славинського сільського поселення.
Населення — 944 особи (2015 рік).

## Населення
1. Н/Д[2]